# Live in de Orangerie
Live in de Orangerie is een livealbum van Acda en De Munnik uit 1999.
Het album werd opgenomen in de Orangerie Elswout te Overveen. Het is een gratis bonus-cd bij het album Op voorraad (live).

## Medewerkers
- Thomas Acda - Zang
- Paul de Munnik - Zang, piano
- David Middelhoff - Basgitaar
- Kasper van Kooten - Drums, percussie
- Toots Thielemans - Mondharmonica op Lena
- Arlia de Ruiter - Viool
- Pauline Terlouw - Viool
- Linda Dumessie - Viool
- Aimée Versloot - Altviool
- Mieke Honingh - Altviool
- Anne Knappstein - Cello
- Peter Schön - Arrangementen strijkers
- Jan en Paul Schuurman - Opname
- J.P. Exalto - Mixage
- Daan van Rijsbergen - Eindproductie